# Афипс
Афи́пс (адыг. Афыпс) — река в России длиной 96 км, протекает по территории Краснодарского края и республики Адыгеи, левый приток Кубани. Площадь водосборного бассейна — 1380 км².
Название реки — адыгское, на что однозначно указывает окончание — «пс». По адыгски «псы» значит «вода». Начало названию дало имя божества Афы (божество грома и молнии). Хотя это божество не закрепилось у адыгов так, как у абазин. «Афы» также дало название лесистой горые «Большой Афипс». Кроме перечисленного, топоним мог образоваться от кабард.-черк. Афӏыпс адыгских слов «сладкий» и адыг. Ахуы — «белый», хотя Дж. Коков пишет, что это ложная ассоциация.
На карте «Карта Кавказских земель изданная Семеном Броневским» от 1823 года фигурирует под названием «Каракубань», хотя исторически с этим названием известна другая река.

## География

Бассейн Кубани

Протекает по территории Краснодарского края и Адыгеи. Берёт истоки на северо-восточном склоне лесистой горы Большой Афипс (738 м; сложенной известняками, глинистыми сланцами, мергелями меловой системы), пересекает куэстовую гряду и, выйдя на просторы предгорной флювиогляциальной равнины, вливает свои воды через Шапсугское водохранилище у аула Афипсип в реку Кубань. Общая протяжённость 96 км. Река протекает через такие населённые пункты как станицы Крепостная, Смоленская, посёлок городского типа Афипский.

## Гидрология
Река Афипс принимает в себя ряд небольших горных рек. Наиболее крупными её притоками являются река Шебш длиною 100 км и Убин длиною 63 км. Афипс в своём верхнем и среднем течении очень мелководен, однако ниже впадения в неё реки Шебша встречаются и глубокие места. Река довольно спокойно несёт свои чистые воды по галечниковому руслу, но в период половодья становится бурной и многоводной. Недалеко от впадения её в Кубань для целей зарегулирования последней и для орошения земель построено Шапсугское водохранилище.
Источниками питания реки Афипса являются атмосферные осадки и грунтовые воды. Водный режим реки — паводочный. Весной, как и у многих рек, у Афипса наблюдается наибольшие подъёмы воды, а минимальный уровень — с июля по сентябрь включительно. Расход воды таким образом колеблется от 0,005 до 272 м³/с. Среднегодовой расход невелик — 4 м³/с. Зимой река имеет свойство замерзать, но кроме сточных вод у истоков, и ледостав продолжается около месяца, обычно это январь, февраль. В бассейне Афипса имеются минеральные источники. Наиболее известные из них — Запорожские источники в долине реки Убин. Здесь насчитывается 14 выходов соляных и соляно-щелочных вод типа «Ессентуки». Минерализация речной воды по ходу течения изменяется от средней до повышенной (300—600 мг/л), по весу преобладают гидрокарбонатные и сульфатные ионы, а также ионы кальция. В течение года река переносит порядка 130 млн м³ воды и около 50 тыс. т наносов.
В зоне реки Афипс на территории Северского района располагаются Красные скалы, хребты скал вытянуты с северо-востока на юго-запад. Река Афипс и окружающие её поднятия представляют собой сочетание невысоких горных гряд и хребтов с неглубоко врезанными водотоками. Главная водная артерия — река Афипс, протяжённость от истоков до станицы Смоленской 47 км. Наиболее крупные притоки впадают в Афипс с верховий: левобережные — ручьи Быстрый, Холодный, Широкий, Красный (самый крупный приток), Гадючий, Солёный; правобережные ручьи — Левый Афипс, Козиный (берущий начало на склонах хребта Крепость), Планческая Щель (самый крупный приток). Уровень воды во всех притоках во время паводков поднимается, и они становятся труднопроходимыми. В летнее же время некоторые из них даже не имеют постоянного водотока. Практически на всех при-гребневых и при-вершинных склонах имеются выходы родников.

## История
В 2004-м году было спущено Шапсугское водохранилище и, хотя уровень воды в реке понизился, она наполнилась рыбой и на берегах реки было много рыбаков. Но, спустя пару сезонов, рыба в ней почти полностью пропала. В советское время в результате рисоводческой деятельности река почти омертвела. Сейчас жизнь восстанавливается, появляются заросли камыша, водяные растения, чилим, прибрежные животные — утки, водяные крысы. В то же время инвазивные виды акации, использовавшиеся в своё время для укрепления берегов, теснят коренную пойменную растительность этих мест и мешают восстановлению экосистемы. В последние годы из-за нарушения работы шлюзов Шапсугского водохранилища для низовий реки стали характерны необычайно высокие паводки, приводящие к размыванию берегов, заиливанию их наносами и гибели пойменного леса.